# Feedback (Gruppendynamik)
Feedback als gruppendynamische Methode ist eine besondere Form des Kommunikativen Feedbacks. Dabei bittet ein Teilnehmer um Rückmeldungen über sein Verhalten. Die anderen Teilnehmer sagen ihm, wie sie sein Verhalten wahrnehmen, verstehen und erleben.
Solche Rückmeldungen finden im Kontakt mit anderen ständig statt, bewusst oder unbewusst, spontan oder erbeten, in Worten oder körpersprachlich. Um diese Vorgänge deutlich zu machen und zu üben, und um die Selbst- und Fremdwahrnehmung zu verbessern, wird Feedback im gruppendynamischen Training gezielt und methodisch als Übung eingesetzt. Entscheidend ist dabei die innere Haltung des Feedbacknehmers und des Feedbackgebers und ein entsprechender Ablauf.
Die gruppendynamische Methode „Feedback“ wird auch in der Gruppentherapie, in der Erwachsenenbildung und im Managementtraining eingesetzt. Feedback als Methode darf nicht verwechselt werden mit „jemandem die Meinung sagen“.

## Prinzip und Wirkung
Allgemein
Gezielte Rückmeldungen dienen in Kommunikationssituationen dazu, die Selbstwahrnehmung des Feedback-Empfängers zu verbessern und sein zukünftiges Verhalten zu beeinflussen. Feedback ist in beruflichen und privaten Beziehungen ein wirksames Instrument zur Verbesserung der Kommunikation und zur Vermeidung von Missverständnissen. Daher wird Feedback u. a. in der Führung von Mitarbeitern und in der Erwachsenenweiterbildung als Methode, um Übungen wirkungsvoll auszuwerten, eingesetzt.
Selbstbild überprüfen
Jeder Mensch hat ein Bild über sich selbst (Selbstbild), und jeder Mensch hat Bilder über andere (Fremdbild). Selbstbild und Fremdbild sind fast nie deckungsgleich. Die Zusammenhänge sind gut beschrieben im Johari-Fenster. Je offener und ehrlicher Menschen einander mitteilen, wie sie einander wahrnehmen (Fremdbild), desto besser kann jeder sein Selbstbild überprüfen und gegebenenfalls anpassen.
Wirkung von Verhalten erkennen
Hinter jedem Verhalten steht eine (mehr oder weniger klare) Absicht. Jedes Verhalten hat eine Wirkung und wird von anderen unterschiedlich erlebt und beurteilt. Durch offenes Feedback kann der Empfänger erfahren, wie er auf andere wirkt. Er kann nun überlegen, ob er das so will und kann gegebenenfalls sein Verhalten verändern.
Beziehungen klären
In Beziehungen wird vieles verschwiegen. Durch offenes Feedback wird Verborgenes erkennbar. Wünsche und Bedürfnisse, Freude und Anerkennung können ausgetauscht werden, aber auch Ängste und Verletzungen können angesprochen werden. Dadurch entsteht Vertrautheit, Vertrauen und Nähe.
Arbeitsfähigkeit verbessern
In vielen Gruppen werden Gefühle unter den Tisch gekehrt. Dort entfalten sie oft eine zerstörerische Wirkung. Widersprüchliche Ziele führen oft zu Konflikten. Im offenen Feedback können Gefühle gezeigt und Beweggründe und Bedürfnisse erklärt werden. Dadurch entsteht Klarheit und diese kann zu einer besseren Zusammenarbeit führen.

## Ablauf der Übung
Zuerst werden die Teilnehmer über Sinn und Zweck des Feedbacks informiert. Dann wird der Ablauf erklärt und Fragen werden beantwortet. Das Feedback kann in Zweiergruppen geübt werden, oder reihum in der Gruppe. Der Empfänger nimmt eine innere Haltung ein, die zum Ausdruck bringt, dass er das Feedback „als Geschenk“ betrachtet. Er hört aufmerksam zu. Das Feedback beginnt mit der Frage des Empfängers. Darauf antwortet der Feedbackgeber nach folgendem Schema:
1. Ich habe beobachtet... / mir ist aufgefallen...
2. Ich habe dabei gedacht / gefühlt...
3. Meine Reaktion war...
4. Ich wünsche mir... (Verbesserungsvorschläge anbringen).

## Feedback-Regeln

### Für den Geber
Damit ein Feedback für den Empfänger wertvoll ist, sind folgende Regeln sinnvoll:
Erbeten
Ein Feedback soll vom Empfänger gewünscht werden. Er soll etwas über sich lernen wollen. Er kann das Feedback mit einer Frage beginnen und den Feedbackgeber um eine Antwort bitten. Beispiel: „Du hast mich doch neulich in der Situation XY erlebt - magst du mir sagen, wie ich da auf dich gewirkt habe?“. Wenn der Feedbackgeber aus eigenem Antrieb ein Feedback geben möchte, soll er dafür erst die Erlaubnis des Empfängers einholen. Beispiel: „Mir ist in der Situation XY etwas aufgefallen – möchtest du dazu von mir eine Rückmeldung?“
Beschreibend
Der Feedbackgeber soll beschreiben was er sieht oder hört, also beobachtbares Verhalten (nicht bewerten, interpretieren, Motive suchen).
Wichtig dabei ist:
- Positives zuerst (fördert die Bereitschaft des Empfängers zuzuhören).
- Die Überleitung zur Kritik erfolgt mit „und“.... (ein „Aber“ zerstört oft alles vorher positiv Gesagte).

Konkret
Der Geber soll konkret und präzise die Situationen beschreiben, die er wahrgenommen hat. Dabei Ich-Botschaften verwenden (und Du-Botschaften vermeiden). Beispiel: „heute hast du mit der Faust auf den Tisch gehauen - ich bin richtig zusammengezuckt“ (nicht: „immer bist du so ungehobelt“)
Hilfreich
Ziel ist, dass der Empfänger etwas über sich erfährt, etwas das ihm bei seiner Entwicklung hilft, dabei sich und sein Sein in der Welt besser zu verstehen (Es geht nicht darum, dass der Geber etwas „erreicht“).
Zeitnah
Am besten gleich das Gespräch suchen, nicht erst Wochen später. Sofortige positive Rückmeldung wirkt am stärksten. Nicht angesprochene Störungen wirken im Verborgenen destruktiv. Länger Zurückliegendes wird vergessen und damit eine Lernchance verpasst.

### Für den Empfänger
Feedback ist ein „Geschenk“ des Gebers an den Empfänger. Für den Empfänger hat sich folgende Haltung und Verhalten bewährt:
- dankbar und lernbereit zuhören. Sich nicht rechtfertigen, verteidigen oder den Geber abwerten oder angreifen
- aktiv zuhören. Verständnisfragen sind erlaubt („Was genau meinst du mit ... ?“)
- sich für das Feedback bei den Gebern bedanken

Nach dem Feedback soll der Empfänger das Gehörte auf sich wirken lassen. Um später für sich zu entscheiden, ob und was er von dem Gesagten annehmen und umsetzen will und was nicht (Selbstverantwortung des Empfängers). Das Feedback kann auch als Feedbacksandwich formuliert werden.

## Andere Anwendungen
Im Sport versteht man unter „Feedback“ eine möglichst unmittelbare Rückmeldung zum Verhalten in einer aktuellen Situation. Auch in Unternehmen wird solche unmittelbare Rückmeldung verwendet. Voraussetzung für die konstruktive Wirksamkeit ist auch hier eine gegenseitige Vereinbarung (zwischen Trainer und Sportler, Ausbilder und Mitarbeiter).
Ein Bestandteil im Mitarbeiter-Jahresgespräch ist die Beurteilung der Mitarbeiter. Dazu gehört auch eine Rückmeldung zum Verhalten im Team. Wünschenswert ist ein offenes und konstruktives Gespräch, bei den man sich gegenseitig über das Verhalten informiert. Damit jeder erkennen kann, wie er bei anderen „ankam“, um gemeinsam zu überlegen, wie die Zusammenarbeit und der gemeinsame Erfolg weiter verbessert werden kann.
In einigen Unternehmen wird die Leistungsbeurteilung als „Feedbackgespräch“ bezeichnet. Dabei handelt es sich nicht um Feedback in obigem Sinne, sondern die Rückmeldung ist oft hierarchisch, negativ und vom Untergebenen nicht erwünscht.
Lernende geben ihren Lehrern Rückmeldungen zu deren Unterricht. Diese ermöglichen den Lehrenden, zu erkennen, welche Wirkung ihr Unterricht hatte.